# Thoas (Sohn des Dionysos)

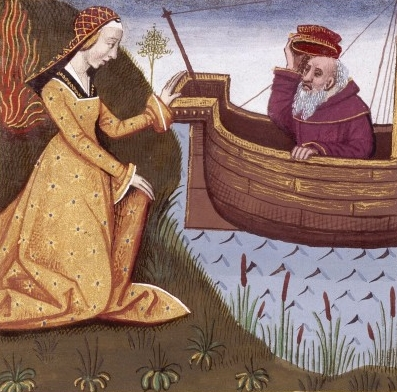
Hypsipyle rettet Thoas, Miniatur aus einer französischen Fassung des De mulieribus claris von Boccaccio (BNF MS 599 f. 16r)

Thoas (altgriechisch Θόας Thóas, deutsch ‚der Schnelle‘), der Sohn des Dionysos und der Ariadne, war in der griechischen Mythologie ein König von Lemnos. Er war der Vater der Hypsipyle und der Bruder des Staphylos, Oinopion und Peparethos.
Thoas war ein General des Rhadamanthys. Für seine treuen Dienste erhielt er von diesem die Insel Lemnos. Er gründete die Stadt Lemnos (Myrina) und setzte sich selbst als König über die Inselbewohner. Er heiratete Myrina und zeugte mit ihr Hypsipyle. Als die lemnischen Frauen alle Männer töteten, verschonte Hypsipyle ihren Vater. Nach einer Erzählung versteckte sie ihn, doch die Frauen fanden und töteten ihn und verkauften Hypsipyle an Lykurgos. Eine andere Version besagt, dass sie ihren Vater in einer Kiste verbarg und ins Meer warf. Fischer der Insel Oinoe fanden ihn und brachten ihn an Land. Er heiratete die Nymphe Oinoe und zeugte mit ihr den Sikinos. Eine dritte Variante berichtet, dass er nach Chios, der Insel seines Bruders Oinopion, gelangte und über diese nun herrschte.
Von seinem Vater Dionysos hatte er wertvolle Gegenstände, eine heilige Robe und zwei Silberbecher, erhalten, die er seiner Tochter hinterließ.